# 新ゴーマニズム宣言スペシャル・沖縄論
『新ゴーマニズム宣言スペシャル・沖縄論』（しんゴーマニズムせんげんスペシャル おきなわろん）は、小林よしのりによる日本の漫画作品。琉球王国から戦後の米軍占領・日本復帰に至るまでの、沖縄県の歴史を描く。特に米軍占領下時代や、現状に関する記述では、沖縄県民の苦難や抵抗をシンパシーをもって描くとともに、あまり関心を払ってこなかった日本本土に対しても厳しい批判を投げかけている。2005年6月16日、小学館より刊行。隔週誌『SAPIO』に連載された分と描き下ろし分により構成されている。

## 沖縄県を巡る論議で知識人らと対立
2005年8月14日、宜野湾市の沖縄コンベンションセンターで、小林よしのりの沖縄論講演会が開かれた。那覇市では、同時刻に石川元平（沖縄県教組委員長）、目取真俊、安里英子（沖縄大学非常勤講師）、コーディネーターに沖縄大学助教授の屋嘉比収を迎え、「日本の潮流と沖縄の戦後六十年」というシンポジウムが開かれた。シンポ内では「小林氏の主張は見極めないとならない」と対抗意識を表明され、事実上の対決となったが、小林の「沖縄論講演会」は1200人前後が参加、対する「日本の潮流と沖縄県の戦後六十年」は100人前後と、明暗が分かれる結果となった。小林側の講演では、現在の沖縄県の同調圧力の強さ、中国共産党によるチベットへの侵略、台湾への恫喝などを語り、「自国内で平和平和と言ってて、それで平和が来ますか?」と問いかけた。
かつて小林に対して賞賛する向きもあった外交官の佐藤優は、小林が同意し作中で引用している言論人の行動様式を批判したが、小林はこの反論を自分に対するものと認知し、後の掲載分にて徹底的に攻撃した。この攻撃に対して、佐藤側も小林の言説を猛烈に皮肉った内容の文章を掲載するなど、両者の関係が著しく悪化することになった。

### 講演に際しての圧力
移動途中の船内で眠っている小林が叩き起こされ、厳しく詰問されたり、取材協力者に圧力がかかり、「名前を絶対に出さないで下さい」と言われる、また『沖縄論』に登場した人物にも圧力がかかるなどしている。

## 反響
- 2005年7月3日付『しんぶん赤旗』の書評コラムで取り上げられる。
- 『表現者』19号の書評コラム（宮里立士執筆）で取り上げられる。

## 関連人物
- 宮城能彦
- 喜友名智子
- 金城哲夫
- 瀬長亀次郎
- 阿波根昌鴻
- 屋良朝苗
- 尚巴志王
- 尚泰王
- 伊波普猷
- 大田昌秀
- 稲嶺恵一
- 知花昌一
- 目取真俊
- 大城立裕